# Florestan I av Monaco
Florestan I av Monaco, född 10 oktober 1785 i Paris, död 20 juni 1856, var en monark (furste) av Monaco. Han var son till Honoré IV av Monaco och Louise d'Aumont.
Florestan var initialt verksam som skådespelare, och gifte sig 1816 med en kollega, Maria Caroline Gibert de Lametz, med vilken han fick en dotter och en son. Han hade en äldre bror, Honoré V, och förväntades aldrig bli furste i Monaco, som han aldrig hade besökt före sitt trontillträde. 1826 ärvde han en förmögenhet av sin mor. År 1841 avled brodern ogift och utan en legitim son, och Florestan efterträdde honom. Han överlät alla regeringsangelägenheter åt sin fru och hade ingenting att göra med politik under sin tid som formell regent. När revolutionen 1848 nådde Monaco tvingades han abdikera, men återinsattes med sardinsk hjälp 1849, och avled 1856.